# Liste der Monuments historiques in Thillot
Die Liste der Monuments historiques in Thillot führt die Monuments historiques in der französischen Gemeinde Thillot auf.

## Liste der Objekte
| Bezeichnung | Beschreibung             | Standort                      | Kennzeichnung | Schutzstatus | Datum | Bild |
| ----------- | ------------------------ | ----------------------------- | ------------- | ------------ | ----- | ---- |
| Altarkreuz  | Messing, 16. Jahrhundert | in der Kirche St-Abdon (Lage) | PM55000616    | Classé       | 1984  |      |